# Commanderie d'Angles
La commanderie d'Angles est une commanderie hospitalière d'origine templière située à Salles-d'Angles, dans l'ouest du département de la Charente.

## Historique
La commanderie voit sa présence attestée par un document de 1214 au sujet de moulins, document qui cite le commandeur de Châteaubernard et Angles. En 1295, un acte de vente d'un moulin donne Hugues de Narzac comme commandeur de Châteaubernard et d'Angles. Angles a toujours été rattachée à Châteaubernard[réf. à confirmer].
Elle a ensuite appartenu aux Hospitaliers de Jérusalem lors de la dévolution des biens de l'ordre du Temple.

## Description
La chapelle était au centre de l'ancien cimetière. C'est un édifice sobre de plan allongé, qui date du XIIe siècle, en pierre de taille, à un vaisseau et voûte en berceau. Le portail en plein cintre sans aucune moulure est surmonté d'une fenêtre haute et étroite, les autres ouvertures étant percées dans le mur sud. Son toit à longs pans est couvert de tuile creuse et elle possède un escalier en vis sans jour. Elle aurait été refaite en partie en 1525 selon Nanglard. Ses vitraux figuratifs (Assomption, saint Cybard, saint Groux) datent de 1934 ; deux vitraux ont été brisés et remplacés par des fenêtres en bois à vitres transparentes. C'est tout ce qui reste de la présence de l'Ordre. Des graffitis réalisés par les pèlerins de Compostelle montrent l'importance de la chapelle comme lieu de passage, avec une étude approfondie du GRAHT. 

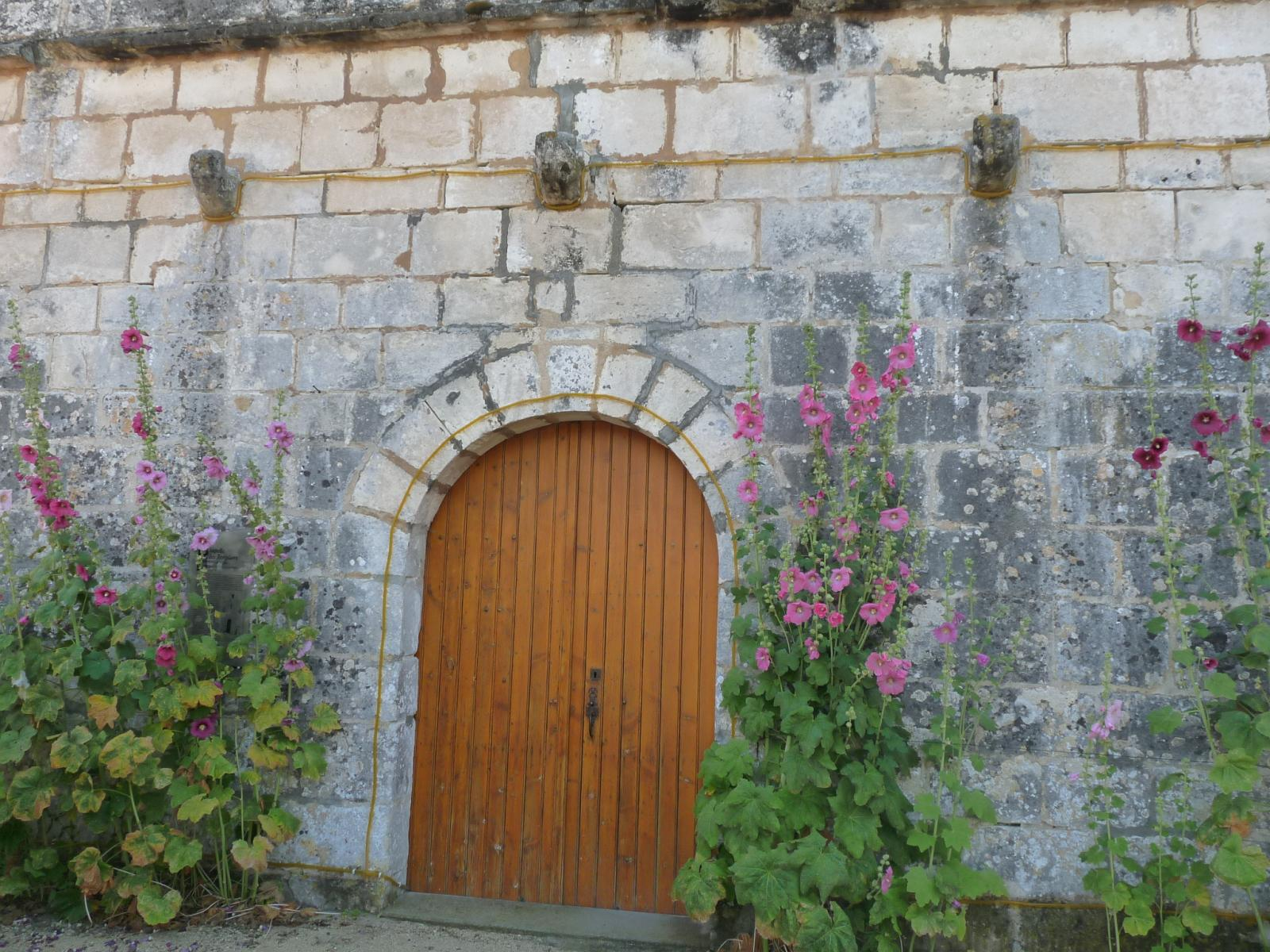
L'entrée.
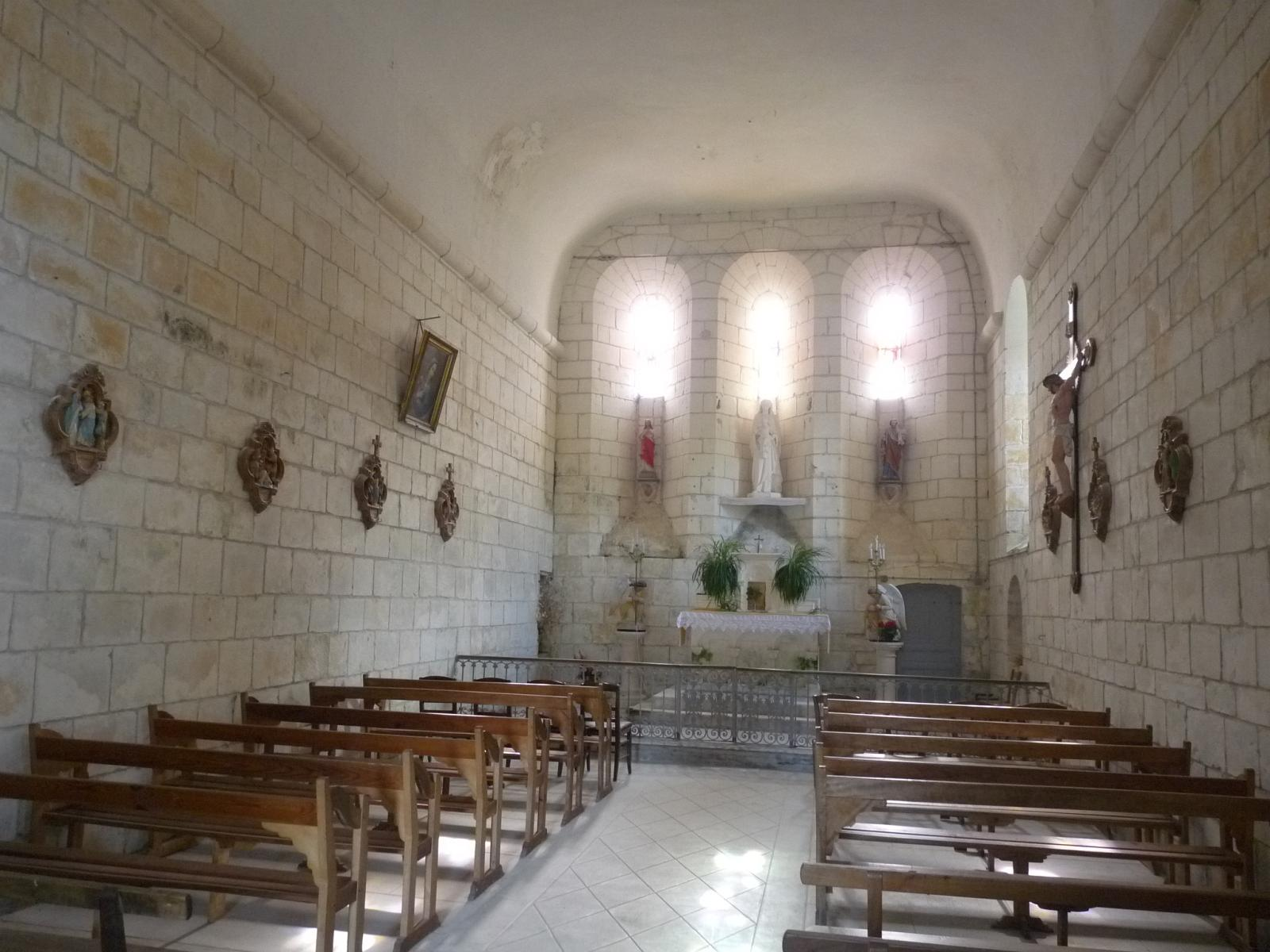
La nef, vue vers le chœur.
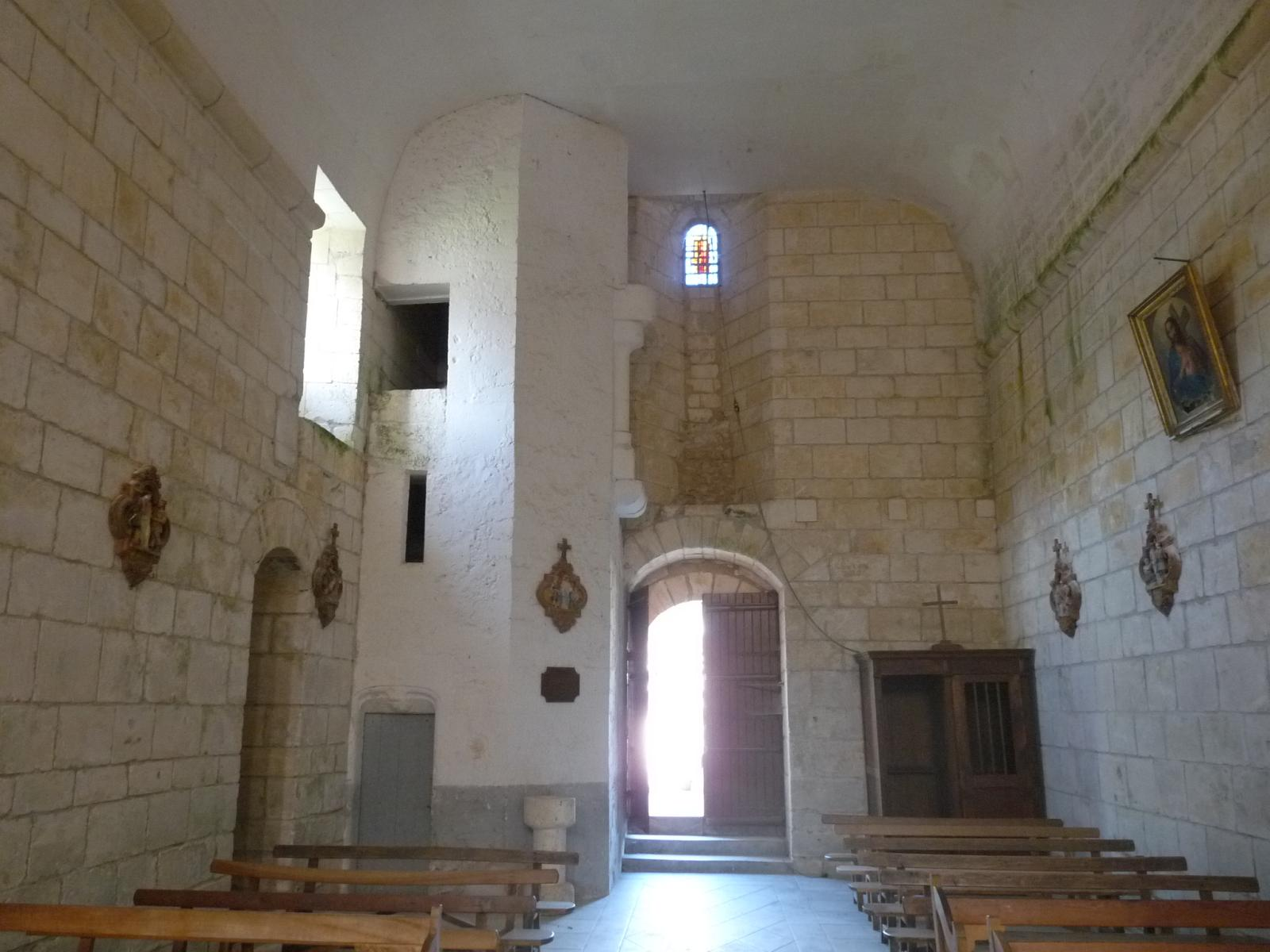
La nef, vue vers l'entrée.